# 丁棠發
丁棠發，字燕公，號卓峰，晚號一餐居士，浙江嘉善縣人。清朝政治人物。

## 生平
康熙二十七年（1688年）中式戊辰科三甲進士。康熙三十三年（1694年），擔任清朝廣州府新安縣知縣。后由金啟貞接任。历官京畿道監察御史。工詩，《晚晴簃詩彙》錄其作品。